# Breakdown
Breakdown – piosenka Jacka Johnsona, pochodząca z jego wydanego w 2005 roku albumu In Between Dreams. We wrześniu 2005 roku została wydana jako singel.
Do piosenki nakręcony został teledysk, który przedstawiał Johnsona surfującego w Pichilemu w Chile.
Piosenka została wydana również na soundtracku filmu dokumentalnego A Brokedown Melody.
Hip-hopowy duet Handsome Boy Modeling School stworzył własny remiks piosenki i wydał go na swoim albumie White People.